# Blankenheimer Geisterzug

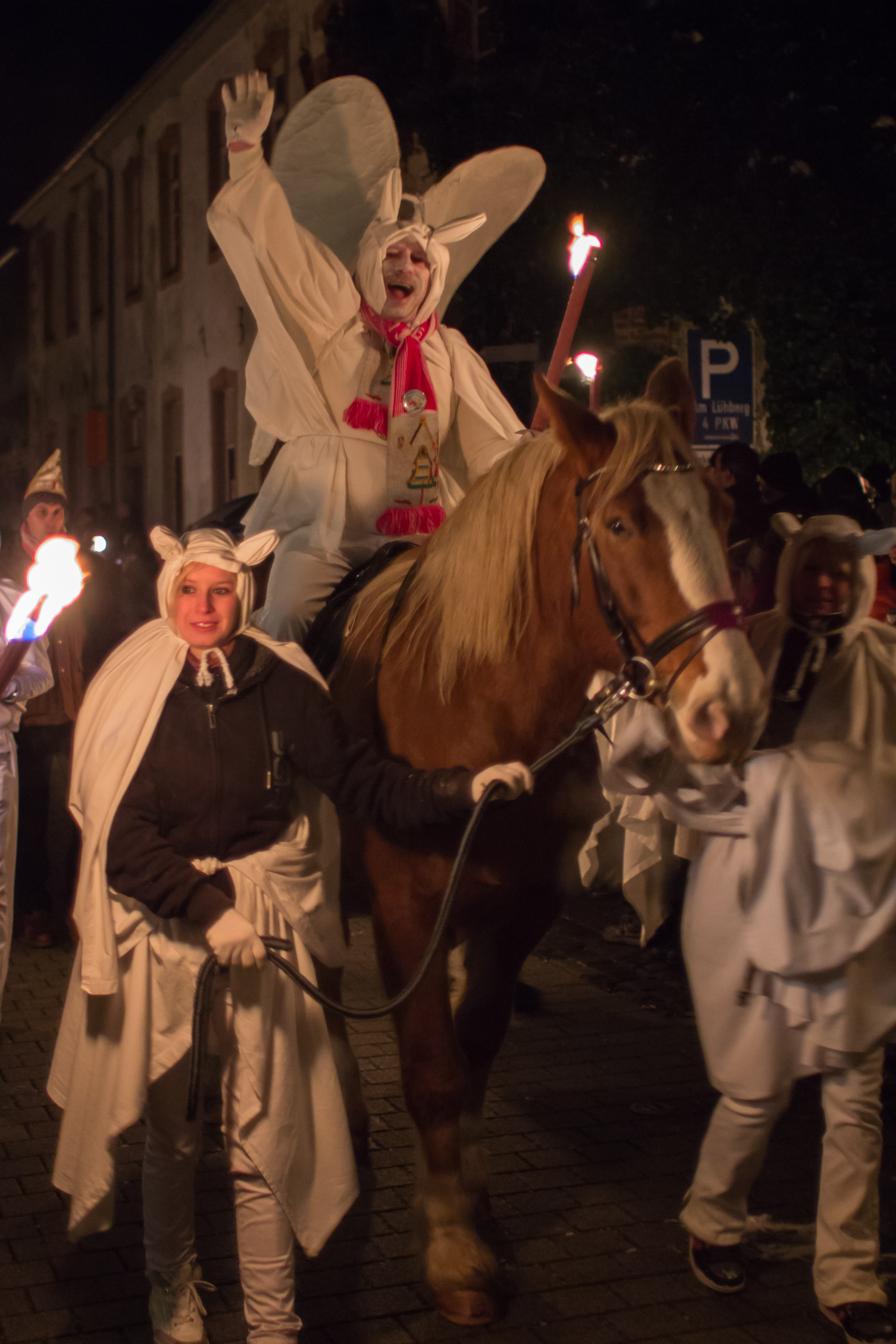
Obergeist im Jahr 2013

Der Blankenheimer Geisterzug ist ein Karnevalsumzug, der jährlich in Blankenheim, im Kreis Euskirchen, am Abend des Karnevalsamstages stattfindet. Mehrere tausend Besucher kommen in den 1850 Einwohner zählenden Ort, um als Zuschauer, teilweise auch als Mitwirkende, an dem bundesweit einmaligen Karnevalsbrauch teilzunehmen, dessen Tradition bis ins Jahr 1613 zurückreicht.
Im Blankenheimer Geisterzug sind die Narren mit einem Betttuch maskiert. Mit einer Kordel  werden zwei Ohren abgebunden. Eine weitere Kordel oder ein Schal wird um den Hals gebunden. Dazu nimmt jeder Geist eine Pechfackel mit.

So ausgestattet hüpfen und tanzen die Narren mit dem Ruf Juh-Jah durch den verdunkelten Ort, um als Frühlingsgeister die finsteren Winterdämonen zu vertreiben. Zur Musik des traditionellen Karnevalsmarsches „Juh-Jah Kribbel en d’r Botz“ zieht der Blankenheimer Obergeist, der zugleich der gewählte Karnevalsprinz ist, mit seinem Gefolge durch die Stadt:
Juh jah, Kribbel en der Botz

Wer dat net hätt, dä es nix notz!

Juh jah, Kribbel en der Botz

De Fassenach es do!

Ne richtige Fastelovensjeck

Dä freut sich över jeden Dreck! 

Juh Jah Kribbel en dr Botz

De Fassenaach es do!
Der Zug beginnt mit den beiden Jecke-Böhnchen im Geisterkostüm, die als „Vorspringer“ den Zugweg abwechselnd rund 100  Meter vor dessen Spitze auf und ab laufen. Sie rennen dabei tänzelnd aufeinander zu und aneinander vorbei, bleiben schließlich stehen, drehen sich um und wiederholen nach kurzer Pause den Vorgang über den gesamten Zugweg. In Bezeichnung und in der Rolle, dem Zug voranzuspringen, sind sie mit dem Geckenbähnchen verwandt, der ab dem Mittelalter in Köln und anderen rheinischen Städten den Umzügen voraussprang. Die beiden Jecke-Böhnchen haben auch außerhalb des Geisterzuges eine feste Rolle im Blankenheimer Karneval und tragen dort eine eigene Uniform. Begleiten von einem Schellenbaum reitet der Obergeist auf einem Pferd der Menge voran und ist der einzige Geist, der Flügel an seinem Kostüm tragen darf.
Während des Geisterzuges wird die Straßenbeleuchtung des Ortskernes abgeschaltet. Der Ort wird dann nur von den Fackeln der Geister und einigen bengalischen Lichtern an der Burg, den Tore und an der Ahrquelle erleuchtet.
Der Geisterzug gilt als Höhepunkt des Blankenheimer Karnevals. Er endet in der Weiherhalle, wo anschließend ein Geisterball gefeiert wird.

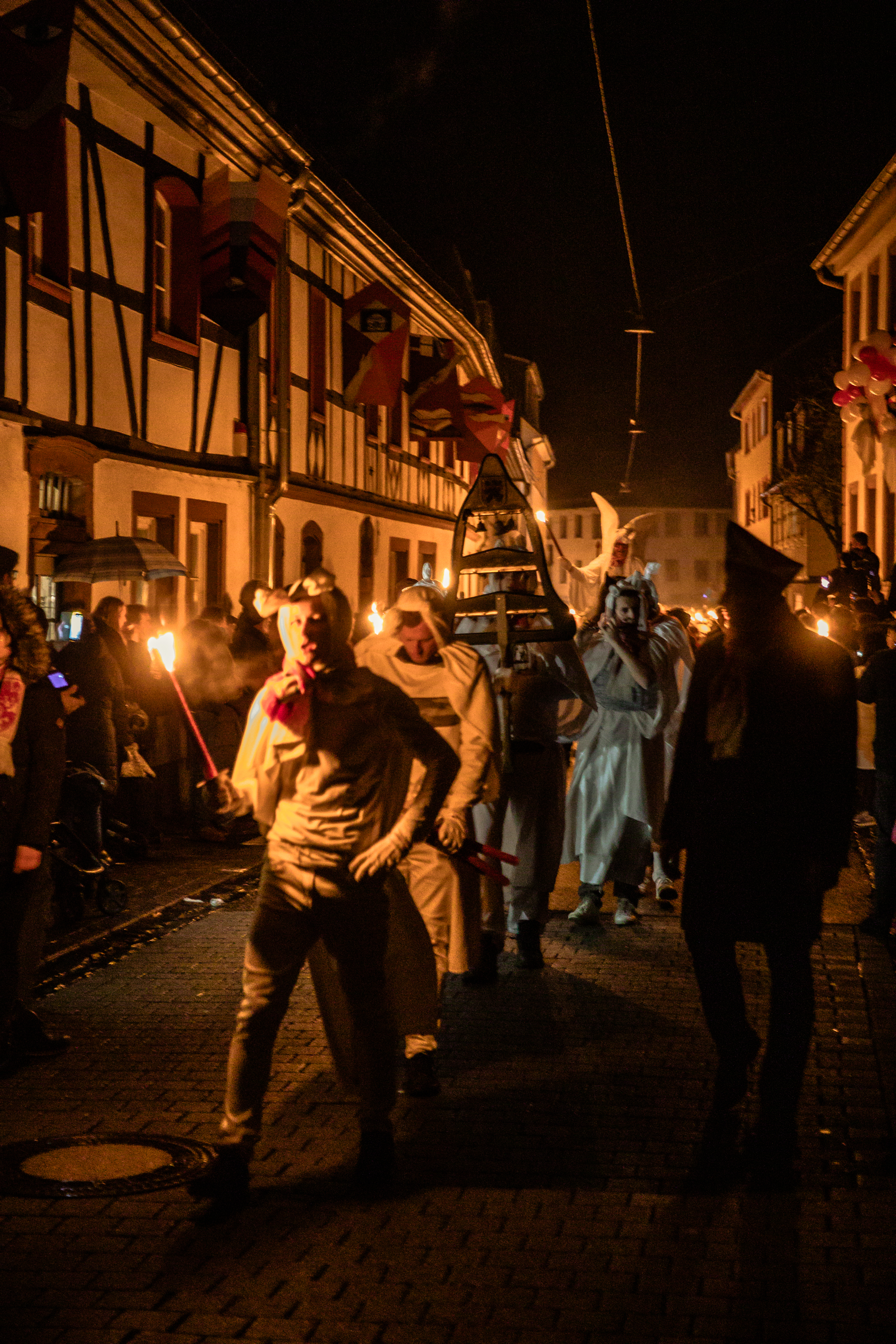
Zugspitze mit Schellenkranz, gefolgt vom Obergeist
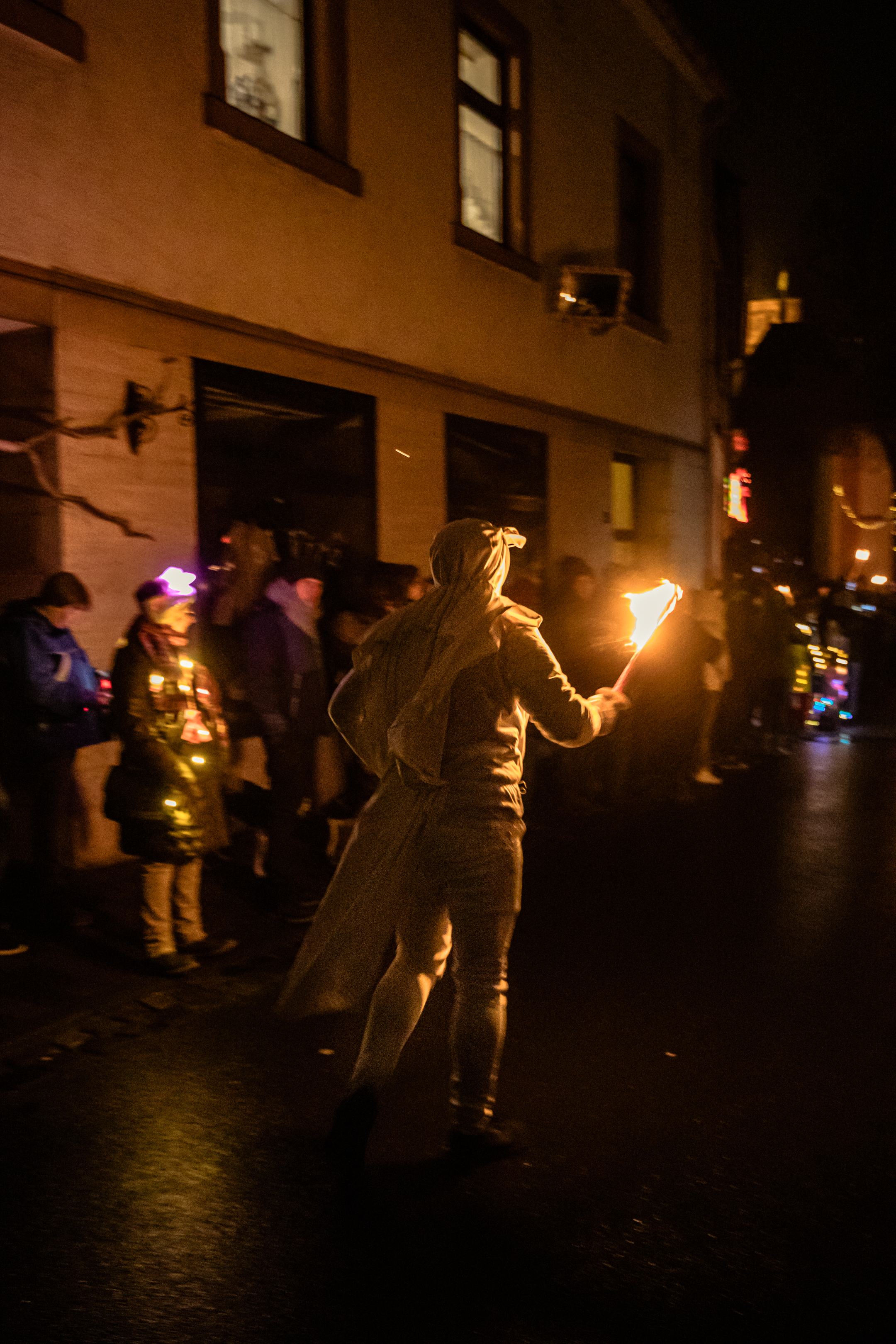
Jecke Böhnchen, gestoppt
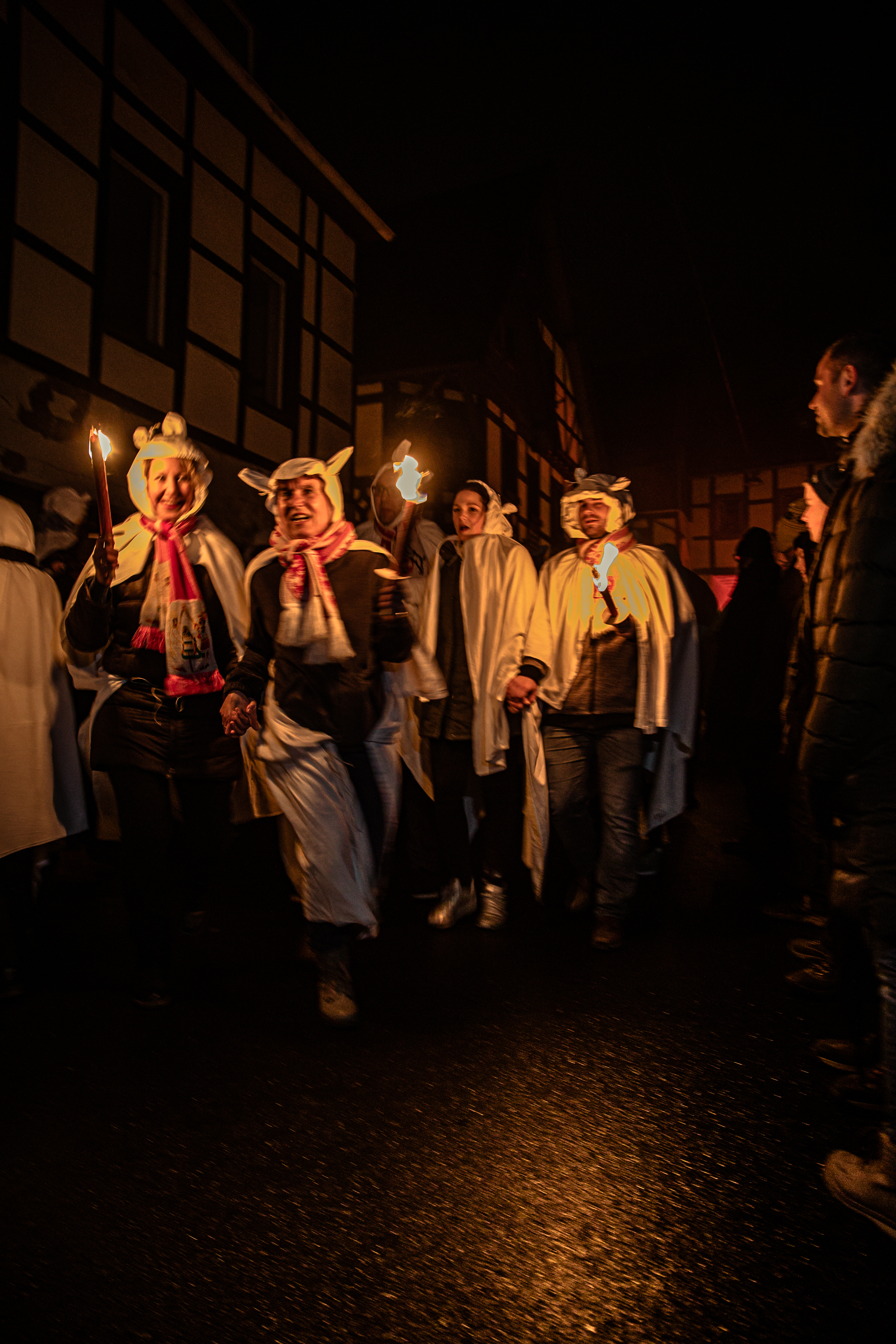
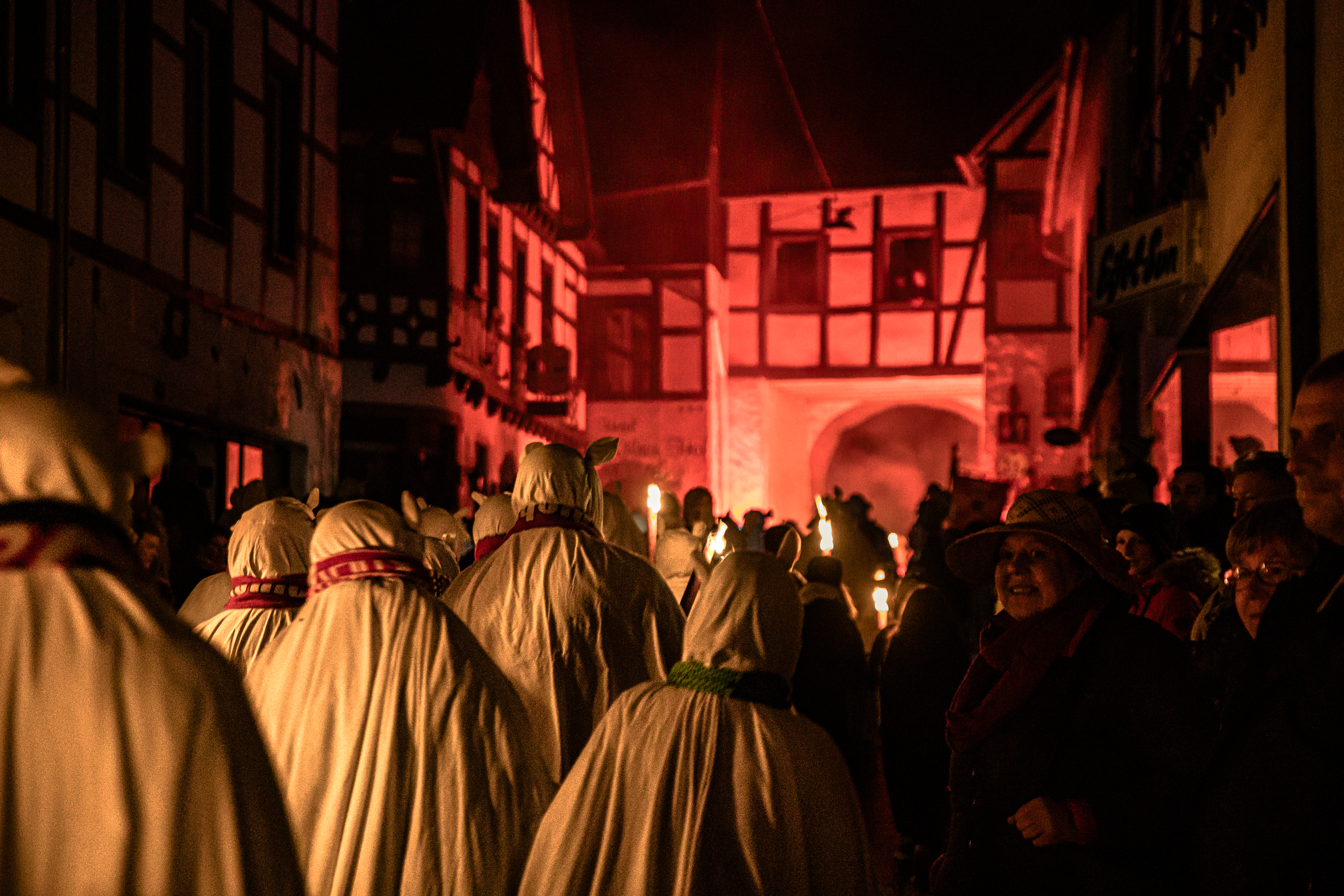
Geister vor dem Georgstor
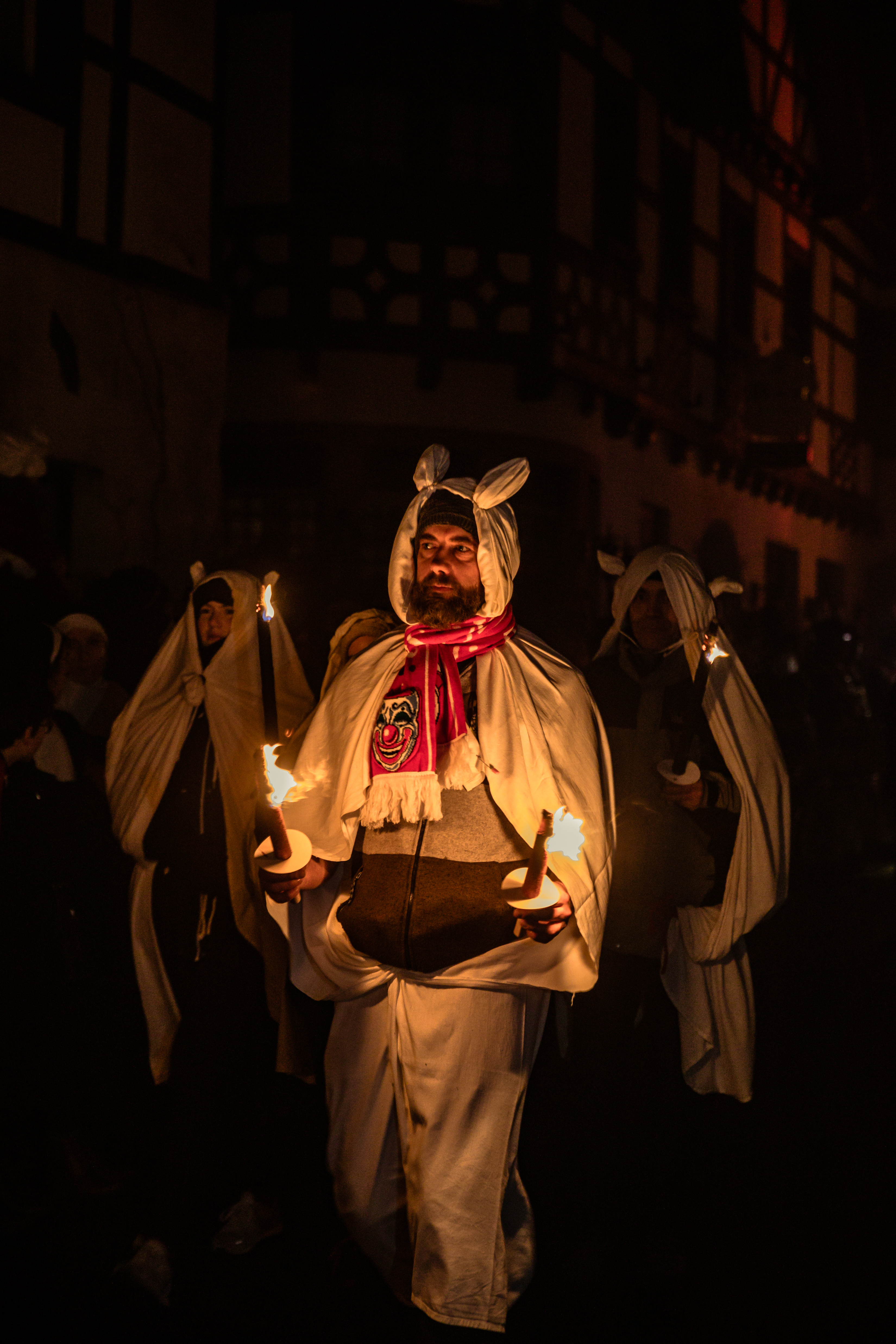
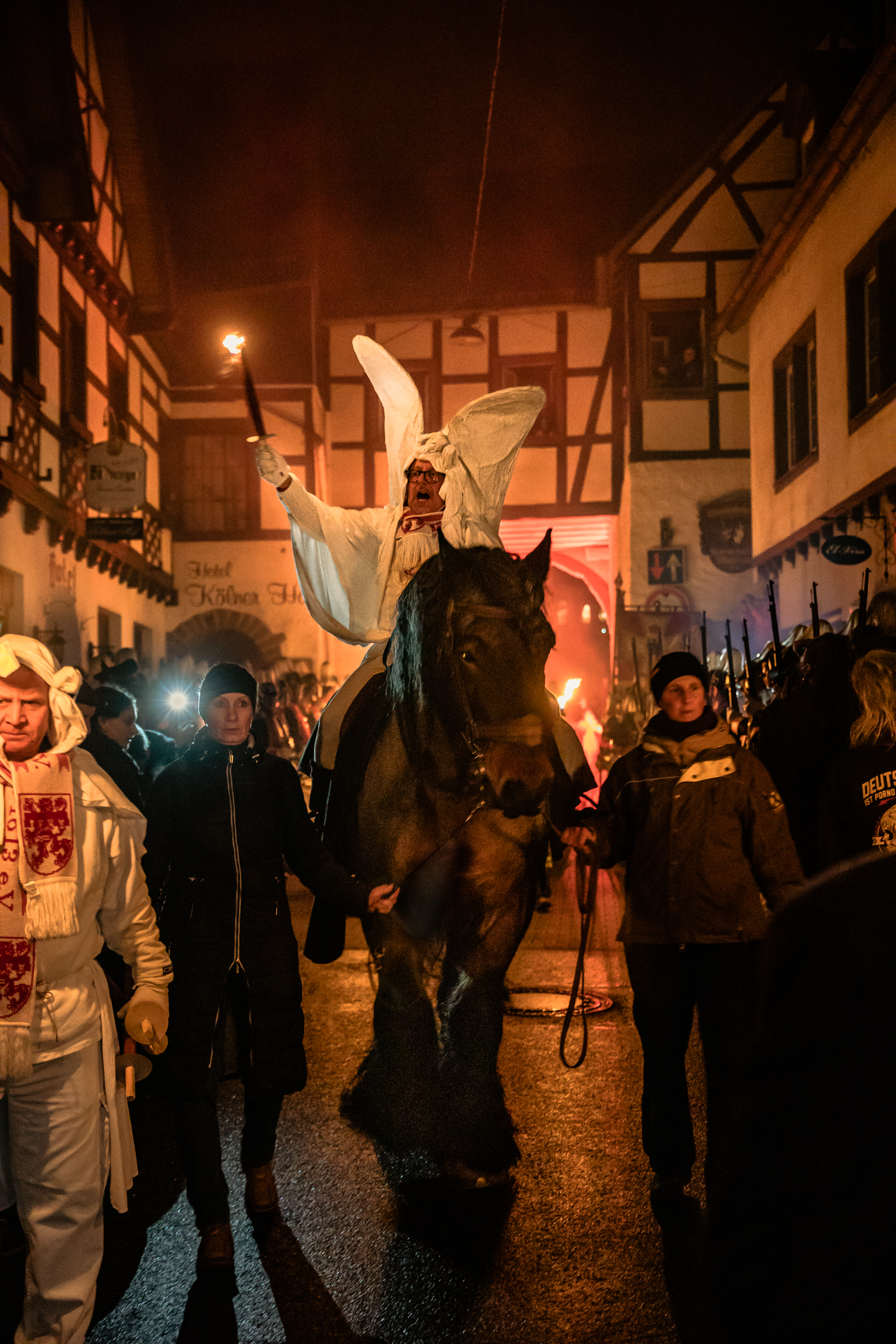
Obergeist 2020
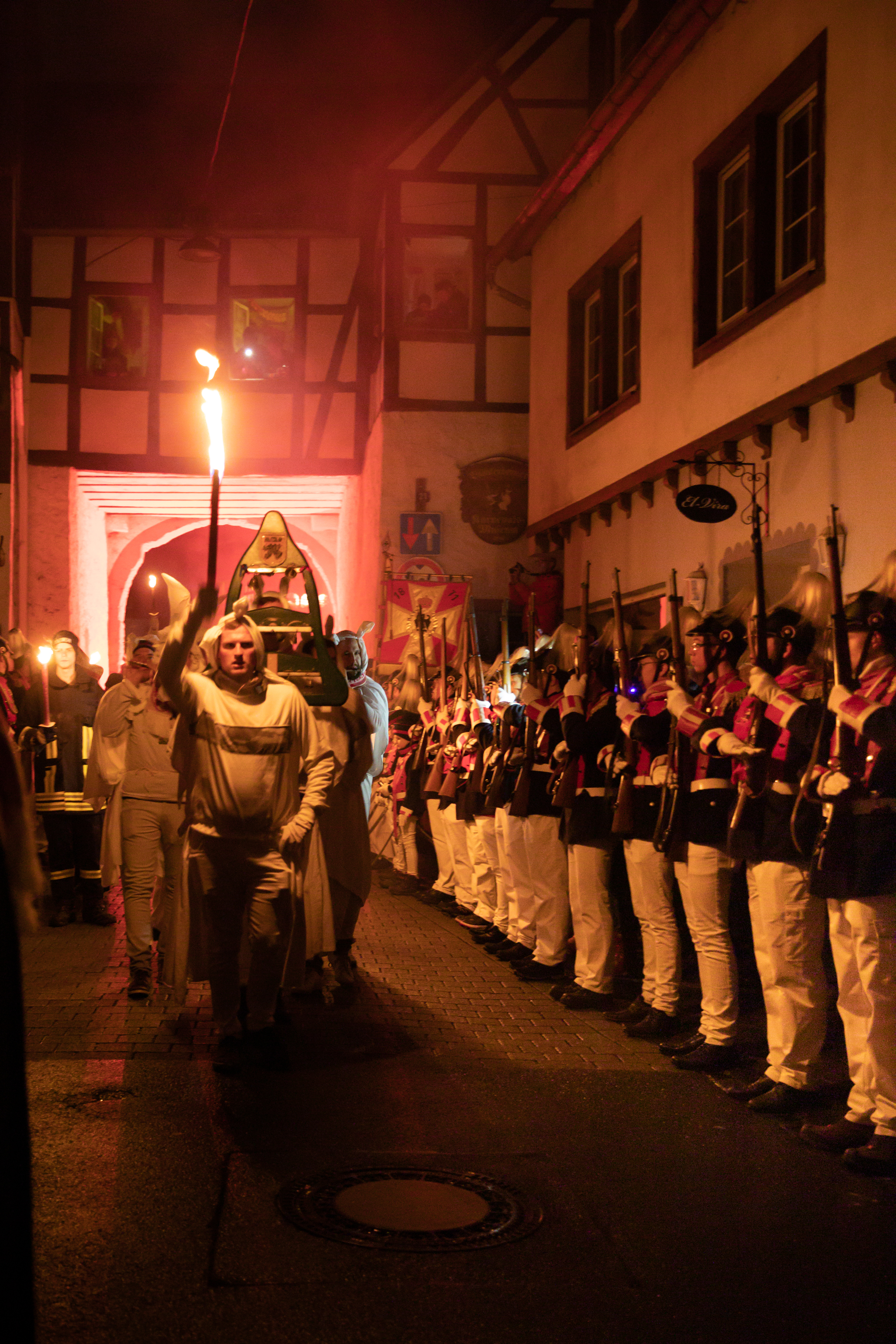
Spalier der Blankenheimer Kaisergarde